# Retablo Cerámico de San José de Sueras
El retablo cerámico de San José, sito en la calle Cantadores, 7, en la fachada principal, a nivel del primer piso, a mano izquierda del balcón, en la localidad de Sueras, en la comarca de la Plana Baja; es un retablo cerámico catalogado, en la categoría de Espacio Etnológico de Interés Local, como Bien de Relevancia Local, según la Disposición Adicional Quinta de la Ley 5/2007, de 9 de febrero, de la Generalitat, de modificación de la Ley 4/1998, de 11 de junio, del Patrimonio Cultural Valenciano (DOCV Núm. 5.449 / 13/02/2007), con código: 3.
El retablo es obra de Inocencio V. Pérez Guillen, y data de finales del siglo XIX. El retablo está pintado con pintura cerámica policromada vidriada, y lo forman 12 piezas cerámicas regulares de 20x20 centímetros, dando lugar a un retablo de 60 x80 centímetros, que se sitúa en una hornacina rectangular sin decoración.
El retablo presenta al santo sobre una nube, con dos angelotes a los lados, que hace las veces de peana. Aparece semiarrodillado, con el niño Jesús al brazo; enmarcado en una orla con bocel y filete en color amarillo y naranja.
Presenta una inscripción que dice: "EL PATRIARCA S. JOSE".